# 李縣 (德克薩斯州)
李郡（英語：Lee County）是美國德克薩斯州中部的一個郡。面積1,642平方公里。根據美國2000年人口普查，共有人口15,657人。郡治吉丁士（Giddings）。
成立於1874年4月。郡名紀念南北戰爭南軍將領羅伯特·李。